# Bradicinesia
La bradicinesia è un disturbo neurologico del movimento dove si mostra la difficoltà dell'individuo ad iniziare un nuovo movimento del proprio corpo; quando si cercherà di effettuarlo, lo stesso risulterà rallentato. I movimenti interessati sono anche i gesti più semplici come il voler muovere una mano.
La Bradicinesia viene annoverata nella categoria dei Disordini del movimento. 

## Sintomatologia
Le manifestazioni tipiche correlate sono una marcata lentezza del movimento, sincinesia ad entrambe le braccia, e ammiccamento.

### Eziologia e diagnosi correlate
La bradicinesia viene considerata una delle principali manifestazioni della presenza del malattia di Parkinson, e per questo si devono effettuare altri accertamenti per escludere la stessa. Inoltre può essere dovuta alla somministrazione di alcuni farmaci.